# Samenvatting
Een samenvatting ((en) : abstract) is een verkorte versie van een origineel, bijvoorbeeld een tekst, een film of een gebeurtenis. De bedoeling van zo'n vereenvoudiging is om de hoofdpunten van het veel langere onderwerp uit te lichten. Men krijgt hiermee in een korte tijd de kerngedachten ervan weergegeven. 
Een samenvatting begint veelal met een inleiding met de titel, auteur, en de kerngedachten van de tekst of film. Het heeft een heldere structuur en is geschreven op een logische, chronologische en traceerbare wijze. In tegenstelling tot een resumé en een recensie of review, bevat een samenvatting geen interpretatie en beoordeling. Alleen de opvatting van de oorspronkelijke schrijver wordt hierin weergegeven in eigen woorden zonder directe citaten uit de tekst. Omdat samenvattingen aanmerkelijk korter dienen te zijn dan het origineel, worden minder belangrijke feiten hieruit weggelaten. De boektitel is hierbij de kortste samenvatting van de tekst. Bij een wetenschappelijk werk of een dissertatie dient een samenvatting in algemeen wetenschappelijke taal gesteld te zijn en veelal een halve pagina lang te zijn.   
Enige richtlijnen bij het schrijven van een samenvatting zijn:
- Lees de tekst
- Formuleer de hoofdstelling
- Herlees de tekst en let hierbij op ideeën en argumentaties over die hoofdstelling
- Introduceer de schrijver en titel in de openingszin
- Benoem de belangrijkste feiten in een chronologische volgorde
- Controleer of je samenvatting ook de originele conclusie bevat.

Een abstract is een korte samenvatting van een wetenschappelijk artikel. Het moet potentiële lezers in korte tijd de mogelijkheid geven een goed beeld te krijgen van de inhoud van het artikel. In tegenstelling tot de volledige artikelen, worden abstracts vaak gepubliceerd in databases die vrij toegankelijk zijn.